# Jacques Bessan
Jacques Bessan, né le 15 septembre 1993, est un footballeur international béninois évoluant au poste d'attaquant.

## Biographie

### En club
Jacques Bessan inscrit 10 buts en première division tunisienne lors de la saison 2015-2016 avec l'EGS Gafsa.
Le 27 décembre 2018, il s'engage avec le Mouloudia Olympique Béjaïa.

### En équipe nationale
Avec les moins de 20 ans, il participe à la Coupe d'Afrique des nations junior 2013 organisée en Algérie.
Jacques Bessan reçoit sa première sélection en équipe du Bénin le 9 octobre 2010, contre le Rwanda (victoire 0-3).
Il inscrit son premier but en équipe nationale le 13 octobre 2015, contre le Congo (défaite 2-1).
Le 17 novembre 2015, il joue un match face au Burkina Faso, entrant dans le cadre des éliminatoires du mondial 2018 (défaite 2-0).